# Маргарета Дампиер
Маргарета Дампиер-Фландърска (на немски: Margarethe von Flandern-Dampierre; на нидерландски: Margaretha van Dampierre; на френски: Marguerite de Dampierre, * 1250/1255, † 3 юли 1285) от рода Дампиер, е втората съпруга на херцог Жан I Брабантски и херцогиня на Брабант и Лимбург.

## Биография
Тя е най-възрастната дъщеря на Гвидо дьо Дампиер (1226 – 1305), граф на Фландрия, и първата му съпруга Матилда от Бетюн.
През 1273 г. Маргарета се омъжваза Жан I Брабантски (1252/1253 – 1294) от род Регинариди, херцог на Брабант, маркграф на Антверпен и херцог на Лимбург.
Маргарета е погребана в манастира на миноритите в Брюксел.

## Деца
Маргарета Фландърска и Йохан имат децата:
- Готфрид (* 1274, † 1302)
- Йохан II (* 27 септември 1275, † 27 октомври 1312), херцог на Брабант и Лимбург
- Маргарета Брабантска (* 4 октомври 1276, † 14 декември 1311), 1292 се омъжва за по-късния римско-немски крал Хайнрих VII Люксембургски, от 1309 г. римско-немска кралица
- Мария (* ок. 1278, † 2 ноември 1338), 1297 омъжена за граф Амадей V от Савоя